# ルイス・オカーニャ

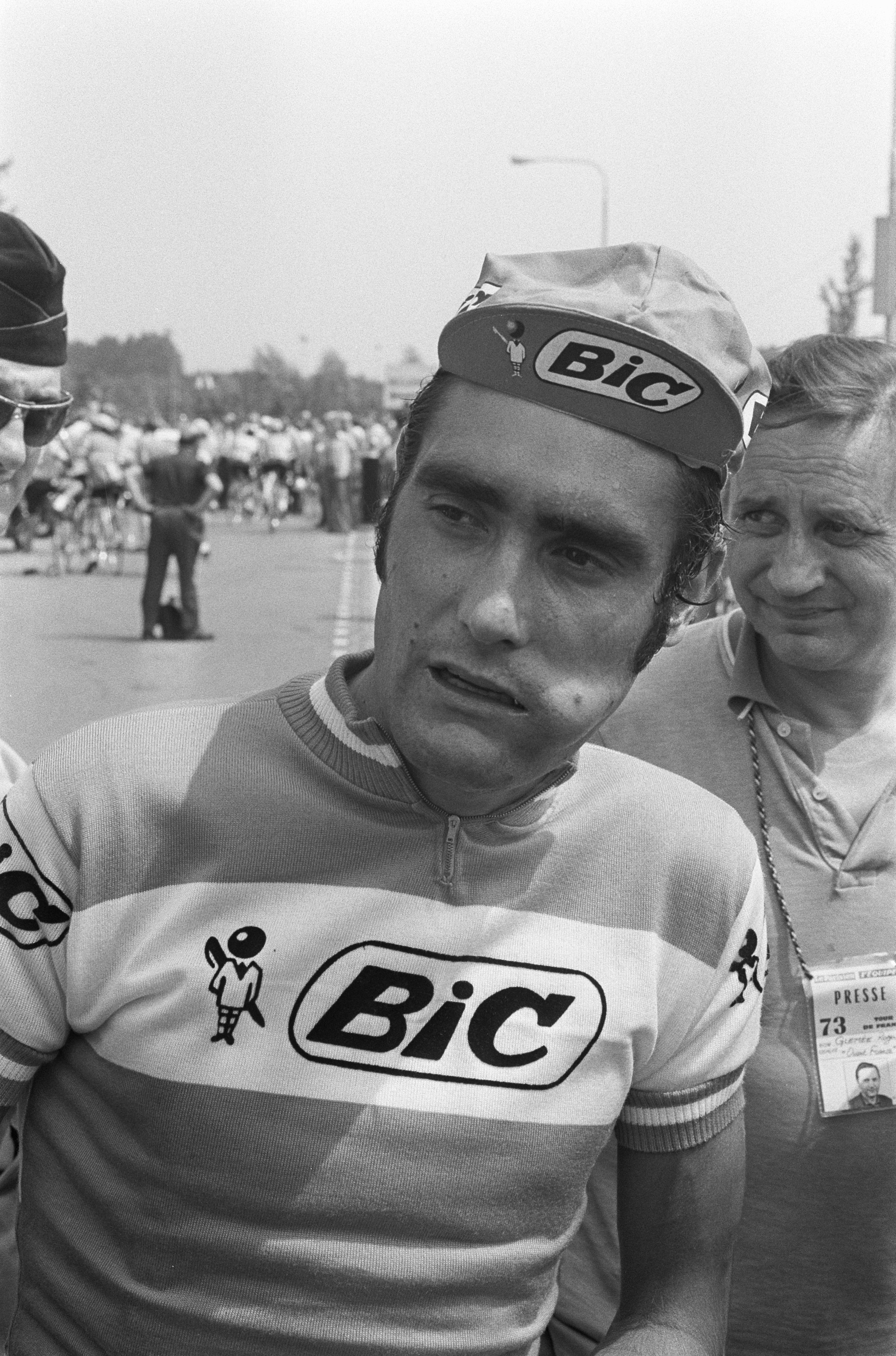

ヘスス・ルイス・オカーニャ・ペルニア（Jesús Luis Ocaña Pernía、1945年6月9日 - 1994年5月19日）は、スペイン・クエンカ県のプリエゴ出身の元自転車競技選手。なお、オカーニャ一家は1957年に、フランスのモン・デ・マルサンに移住した。

## 経歴
1968年からプロ選手として本格的に活動し、1970年にはブエルタ・ア・エスパーニャ、ドーフィネ・リベレで総合優勝を飾る。そして翌、1971年のシーズンはオカーニャにとって、良くも悪くも今後の競走生活に大きな影響を与える年となる。

### ツール・ド・フランス1971
エディ・メルクスはこの年、ツール・ド・フランス3連覇を期し、ここ一本に照準を合わせてきた。大方の下馬評では、メルクスが他を圧倒して3連覇を果たすだろうと見ていた。ところが序盤からメルクスを追い落とす勢いを見せていたオカーニャは、アルプス超えの中盤ステージにおいて圧倒し続け、アルプス終了時点ではメルクスに7分以上の差をつけていた。ひょっとすると続くピレネー超えステージにおいてもオカーニャの勢いはメルクスを勝るのではないかという声まで出始めた。ところが、雨が降りしきり、視界不良の状況となった第14ステージのメンテ峠において、スリップしたメルクスにオカーニャは乗り上げてしまい、そのまま崖下へと転落。瀕死の重傷に追い込まれたオカーニャはマイヨジョーヌのまま無念のリタイアとなってしまった。
一方でこの年、オカーニャは秋に行われたグランプリ・デ・ナシオンで、メルクスらを破って優勝を果たした。

### メルクスの壁は厚い
翌1972年のツールでもまた、序盤からオカーニャはメルクスと激しく競り合った。しかしメルクスは中盤のアルプスステージにおいて徹底してオカーニャ潰しに出た。そしてこれが功を奏してオカーニャをアルプス超え途中でリタイアに追い込み、ついにその後、メルクスは史上2人目のツール総合4連覇を果たした。
翌1973年。この年のツールには出場しないことになったメルクスは初めてブエルタに出場。そこでまたまたオカーニャと対決することになったが、メルクスは一度もオカーニャに対して総合トップの座に就かせず快勝した。
しかしながら前述した通り、メルクスはこの年、ツールには出場しなかった。メルクス不在となったツールで、オカーニャはこれまでの鬱憤を見事に晴らすことになる。

### メルクスがいても勝っていた?
1973年のツール・ド・フランスにおいて、オカーニャはアルプス超えの第7ステージにおいてマイヨ・ジョーヌを奪うと、その後は他を圧倒。最後は2位のベルナール・テブネに15分51秒の差をつけて悲願の総合優勝を果たした。
とりわけ第8ステージにおいて、他の優勝候補がオカーニャについていくことさえままならなかったという、オカーニャの強さだけが光った。この強さに対し、ひょっとするとメルクスがいてもオカーニャに完敗していたのではないかという声まで上がった。

### その後
オカーニャはその後さしたる良績を収めることはできなかった。幾度となく展開されたメルクスとの激しい攻防や、ツールでの圧勝劇の反動が出て燃え尽きてしまったのかもしれない。そして、オカーニャ自身の人生もまた、悲劇の最期を迎えることになる。
1994年5月19日、オカーニャは猟銃での自殺を遂げた。借金問題に加え、前々から患っていたC型肝炎に悩まされていた末の決断だったと言われている。